# Pleasant Thomas Miller
Pleasant Thomas Miller (auch Pleasant T. Miller, P. T. Miller; * 24. Juli 1875 im Bell County, Texas; † im November 1975 in Wailuku, Maui, Hawaii) war ein US-amerikanischer Chemiker.

## Leben

### Familie und Ausbildung
Pleasant Thomas Miller, drittes von acht Kindern des Thomas Lively Miller (1854–1923) und von dessen ersten Ehefrau Cynthia Rosetta Ranne Miller (1854–1891), absolvierte eine Lehrerausbildung, bevor er sich dem Studium der Chemie an der University of Texas at Austin zuwandte, 1918 erwarb er den akademischen Grad eines Bachelor of Arts sowie den eines Master of Arts. Postgraduale Studien führten ihn von 1925 bis 1926 und von 1928 bis 1929 an die University of Chicago.
Der Baptist Pleasant Thomas Miller heiratete am 15. August 1900 Lynn Etta Witt. Der Ehe entstammten die Söhne Robert Bruce und Thomas Harold. Miller starb im November 1975 im Alter von 100 Jahren in Wailuku auf der Insel Maui.

### Beruflicher Werdegang
Miller bekleidete Lehrerstellen von 1896 bis 1897 an Rural Schools im Bell County, von 1898 bis 1899 an der Village School in Killeen, von 1900 bis 1902 an der Temple High School in Temple und von 1902 bis 1906 an der Austin High School in Austin. Im Anschluss wechselte Pleasant Thomas als Teacher of Chemistry and Physics an das Southwest Texas State Teachers College nach San Marcos. 1918 folgte er einem Ruf als Professor of Chemistry an die University of Wyoming nach Laramie, 1929 wurde er zum Dean of Arts ernannt, 1946 wurde er emeritiert.
Der Freimaurer und überzeugte Anhänger der Demokraten Pleasant Thomas Miller, anerkannte Kapazität auf dem Gebiet der Allgemeinen Chemie, hatte Mitgliedschaften in der American Chemical Society, der American Association for the Advancement of Science, der Colorado-Wyoming Academy of Sciences, in den US-amerikanische akademische Ehrengesellschaften Phi Beta Kappa sowie Phi Kappa Phi  und in der wissenschaftlichen Vereinigung Sigma Xi inne.